# Kadeem Harris
Kadeem Raymond Mathurin-Harris (Westminster, 8 giugno 1993) è un calciatore inglese, centrocampista del Carlisle Utd.

## Carriera
Inizia a giocare nelle giovanili del Wycombe, con cui nella stagione 2009-2010, all'età di sedici anni, esordisce tra i professionisti, giocando 2 partite nella terza divisione inglese; nella stagione 2010-2011 rimane invece ai margini della rosa, giocando solamente una partita in FA Cup ed una partita nel Football League Trophy. L'anno seguente inizia poi a giocare con buona regolarità, venendo impiegato in 17 partite di campionato nel corso della prima metà della stagione, per poi il 30 gennaio 2012 venire ceduto in seconda divisione al Cardiff City, con cui firma un contratto di tre anni e mezzo e con cui di fatto nella seconda metà della stagione 2011-2012 non scende però mai in campo in partite ufficiali, facendo il suo esordio con i Bluebirds nella FA Cup 2012-2013 (in questa competizione disputa peraltro la sua unica partita ufficiale dell'intera stagione 2012-2013, che il club conclude con una promozione in prima divisione.
Nella stagione 2013-2014 Harris non gioca ancora una volta nessuna partita con il Cardiff City, trascorrendo in compenso un periodo in prestito ai londinesi del Brentford in terza divisione: qui gioca in totale 4 partite e segna anche un gol, il suo primo in assoluto tra i professionisti. Nella stagione 2014-2015 gioca invece le sue prime partite di campionato (14, con un gol segnato) al Cardiff City, che nel frattempo era nuovamente retrocesso in seconda divisione; nell'annata seguente gioca invece 3 partite, a cui ne aggiunge 11 in terza divisione, disputate in prestito al Barnsley. Nella stagione 2016-2017 gioca invece 37 partite (e segna 4 reti) in seconda divisione con il Cardiff City, con cui l'anno seguente gioca altre 3 partite, contribuendo quindi solo marginalmente alla nuova promozione in prima divisione del club, con cui però nel corso della stagione 2018-2019 riesce ad esordire in questa categoria, nella quale totalizza 13 presenze ed una rete.
Il 13 luglio 2019, dopo 79 presenze e 7 reti in incontri ufficiali spalmate su sette stagioni e mezzo di permanenza nel club, il Cardiff City lo cede gratuitamente a titolo definitivo allo Sheffield Weds, in seconda divisione; rimane agli Owls per un biennio, mettendo a segno un totale di 3 reti in 81 partite di campionato giocate, per poi lasciare il club nel 2021 a seguito della sua retrocessione in terza divisione, andando a giocare nella seconda divisione ucraina al Metalist, che lascia dopo un gol in 11 presenze a seguito dell'invasione russa dell'Ucraina per accasarsi in prestito fino alla fine della stagione 2021-2022 al Tuzlaspor, con cui realizza 3 reti in 6 presenze nella seconda divisione turca. Nell'estate del 2022 va a giocare al Samsunspor, con cui nella stagione 2022-2023 vince la seconda divisione turca.

## Palmarès

### Club

#### Competizioni nazionali
- TFF 1. Lig: 1

Samsunspor: 2022-2023